# Earthsuit
Earthsuit fue una banda de rock cristiano con sede en Nueva Orleans formada en 1995. La banda estaba formada por el guitarrista Dave Rumsey, el tecladista/vocalista Paul Meany, el bajista Roy Mitchell, el baterista David "Hutch" Hutchison y el vocalista Adam LaClave. El sonido de Earthsuit era principalmente rock, pero también incorporaba elementos de hip-hop, electrónica, reggae, soul y música experimental.
El grupo grabó varios EP independientes y tocó principalmente en su área de Nueva Orleans antes de ser notado por Sparrow Records en un concierto en 1999. El siguiente contrato discográfico vio el único lanzamiento comercial de la banda, un álbum aclamado por la crítica titulado Kaleidoscope Superior, en 2000. Poco después, la banda dejó Sparrow y desapareció del ojo público. Un álbum final, titulado The Rise of Modern Simulation, fue lanzado de forma independiente antes de que el grupo se disolviera en 2003. Muchos de los miembros de la banda continúan tocando juntos y colaborando en varias bandas, a saber, Mutemath y Club of the Sons.

## Biografía
Earthsuit dio inicio en 1995 como una colaboración entre Adam LaClave y Paul Meany, quienes comenzaron a componer música juntos después de ser presentados en una iglesia en Nueva Orleans. En una entrevista con Family Christian Stores, Meany explicó que un sermón fue la inspiración para el nombre de la banda: ". . . Este hombre estaba predicando acerca de cómo los humanos son realmente seres espirituales encerrados en cuerpos carnales. Surgió el término "traje de tierra" (earthsuit). En su momento nos gustó, y lo tomamos.”  Los dos actuaban regularmente en Café Joel, una pequeña cafetería que su iglesia había abierto y donde Meany era director musical. Estas actuaciones ayudaron a cultivar su sonido único y les presentaron al futuro miembro de la banda, David Rumsey.
En 1997, lanzaron un EP homónimo, que a veces se llama EP Headless Clown debido a la portada de su álbum. El disco incluía una versión temprana de "One Time" (de la que luego hicieron un video musical), así como partes de presentaciones en vivo donde Earthsuit hizo una versión de "Killing Me Softly" de Roberta Flack, aunque con letras reescritas. Rumsey ayudó a producir el EP y tocaba la guitarra; sin embargo, la formación oficial de la banda solo estaba compuesta por LaClave y Meany.  Poco después, Rumsey se unió oficialmente junto con el bajista Roy Mitchell, otro habitual de Café Joel. La banda tocó y ministró en su ciudad natal y no realizó muchas giras. En 1998, la banda grabó y lanzó un segundo EP, titulado Noise for Your Eyes . El EP incluía un remix de "One Time" y demostraciones de canciones tempranas, que se intercalaban con clips cortos de presentaciones en vivo.  El baterista David Hutchison se unió a la banda después de que lo conocieron a través de un amigo. En 1999, Earthsuit realizó dos presentaciones en el Cornerstone Festival, una en un escaparate de la etiqueta y la otra como teloneros de P.O.D. en el escenario principal. Esto atrajo la atención de varios sellos cristianos importantes, y la banda posteriormente firmó con Sparrow Records.
La banda comenzó a trabajar con el productor de Prince, David Leonard, en su disco debut, lo que entusiasmó a Meany: "[Sparrow] amaba lo que estábamos haciendo musicalmente, y querían encontrar al productor que capitalizaría eso". Kaleidoscope Superior fue lanzado el 20 de junio de 2000 y obtuvo críticas positivas de los críticos.  También recibió una nominación al Premio Dove y experimentó cierto éxito en las estaciones de radio cristianas. Los compañeros de rock cristiano Rebecca St. James y los miembros de dc Talk, Kevin Max y Michael Tait, expresaron su entusiasmo por el disco. El mismo año, Earthsuit se embarcó en una gira llamada Festival Con Dios con otras bandas cristianas, como The Elms, PAX 217 y Switchfoot. Al año siguiente, la banda se embarcó en su gira "Do You Feel The Distortion" con Ill Harmonics y The Benjamin Gate.
A pesar de la recepción de la crítica, Kaleidoscope Superior seguiría siendo el único lanzamiento comercial de la banda; pronto fueron eliminados de la alineación de Sparrow debido a "diferencias creativas y acertijos de marketing". Earthsuit desapareció de la vista del público y comenzó a publicar en un sitio web sobre un nuevo álbum independiente. En septiembre de 2001, Hutchison dejó la banda para poder pasar más tiempo con su familia. Empezaron a circular rumores de que la banda se separaría. En 2003, Earthsuit reveló que se estaban separando y lanzó su último disco, The Rise of Modern Simulation. La colección final contó con seis canciones originales de estudio y diez pistas adicionales, incluida una remezcla en vivo de "Against the Grain", sesiones de práctica de material de concierto y versiones de varias canciones.  El álbum solo se podía comprar por internet. Meany diría más tarde que "a la mayoría de la gente no le importaba cuando [ellos] se separaron".

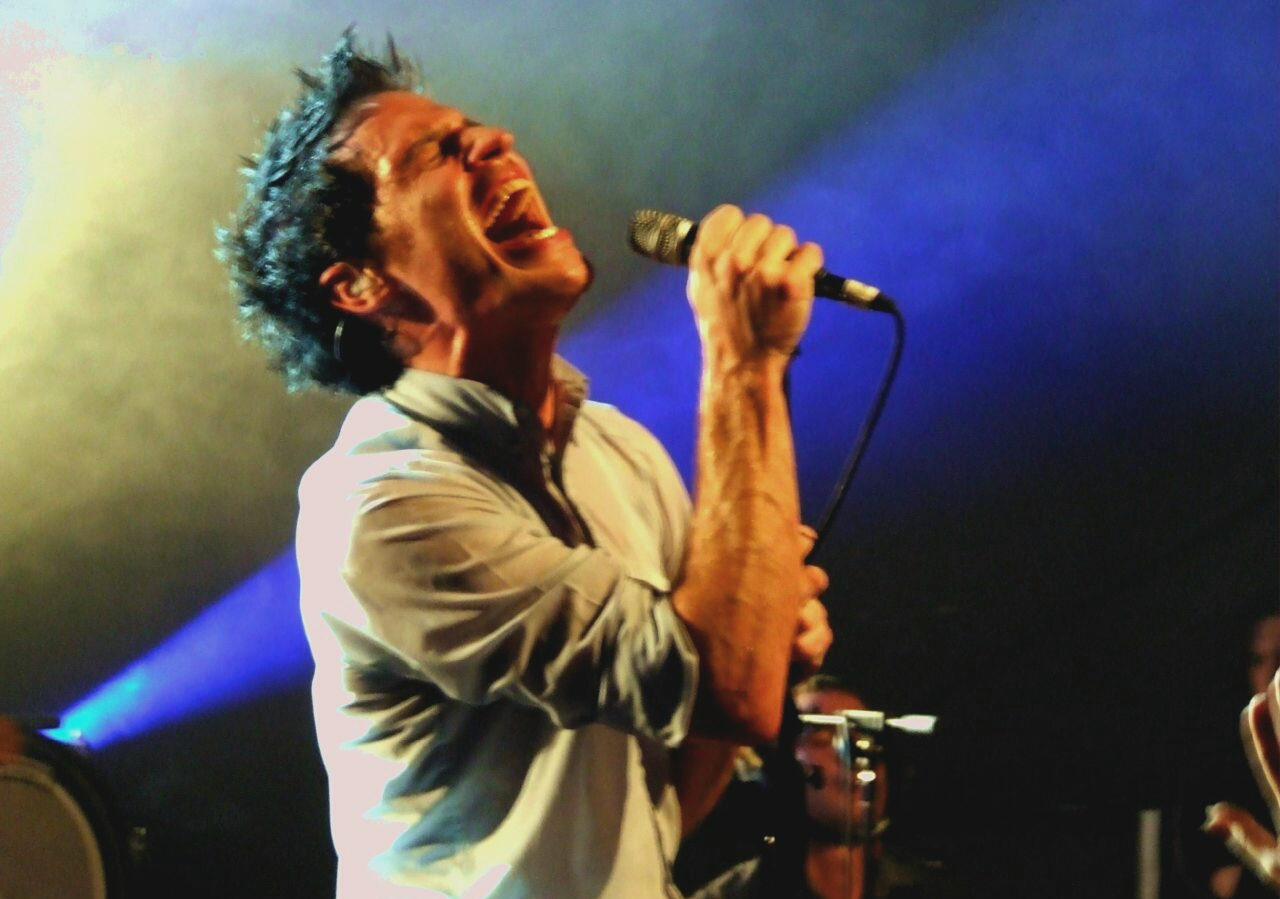
Paul Meany, vocalista de Earthsuit

Poco después de la ruptura de Earthsuit, Meany comenzó a trabajar con el baterista Darren King en un equipo de producción llamado "The Digitals". El nombre luego cambió a "Math" mientras el grupo ayudaba a producir música para el incondicional de la música cristiana TobyMac. La banda reclutó al guitarrista Greg Hill y cambió su nombre a Mutemath. Para acomodar nuevas grabaciones, Meany y el productor Tedd T comenzaron un sello independiente llamado Teleprompt Records. Su primer lanzamiento fue un EP titulado Reset en septiembre de 2004. El exalumno de Earthsuit, Roy Mitchell, se unió a la empresa en 2005. Más tarde, Teleprompt firmó un acuerdo de distribución directamente con Warner Bros. Records, lo que permitió a Mutemath lanzar un álbum homónimo de larga duración el 26 de septiembre de 2006.
Adam LaClave formó dos bandas, Macrosick y Club of the Sons. Macrosick ha lanzado sólo un CD independiente titulado demodisk; el desastre del huracán Katrina de 2005 obligó a los miembros de la banda a hacer una pausa. LaClave luego dirigió su atención hacia Club of the Sons con su amigo y bajista Jonathan Allen. Lanzaron un EP llamado The Roughs en la primavera de 2007  y un álbum titulado Young Quanta el 7 de julio de 2009. 

## Estilo e influencias musicales
La música de Earthsuit era principalmente rock, pero también poseía fuertes elementos de hip-hop, electrónica, reggae, soul y experimental. Su sonido a veces se había comparado con The Police,  mientras que el rap de Meany se había comparado con los Beastie Boys. Adam LaClave afirmó que los diferentes gustos musicales de la banda ayudaron a cultivar su sonido: "Cada uno de nosotros está realmente interesado en muchas cosas diferentes ... ayuda a hacer nuestro sonido porque puedes escuchar todo tipo de cosas". Las actuaciones en vivo se caracterizaron por gafas de sol, trajes futuristas,  y espectacularidad enérgica. Muchas bandas han influido en el estilo de Earthsuit; el grupo ha realizado versiones de canciones de Basement Jaxx, Black Sheep, Kraftwerk y The Talking Heads . También han utilizado muestras de DJ Shadow y The Verve. 
Adam LaClave y Paul Meany fueron los principales compositores de Earthsuit. Como cristianos, los dos escribieron letras que a menudo comunicaban un mensaje cristiano. Por ejemplo, la canción "Said the Sun" es una alegoría sobre Dios diciéndoles a los cristianos que sean portadores de luz. "Whitehorse" se escribió para presentar una visión diferente del regreso de Jesús, como dijo LaClave en una entrevista: "La mayoría de las personas, cuando escuchan el término "caballo blanco", piensan en la analogía del regreso de Jesús. . . [Nosotros] queríamos darle un significado diferente, porque. . . Él viene a rescatarnos en nuestra vida cotidiana [también]". Las letras de los hombres también reflejan experiencias que han tenido. Meany una vez tuvo un sueño que lo inspiró a escribir "Gummy Buffalo"; se encontró en una tienda de dulces y exprimió un búfalo gomoso con lo cual escuchó la melodía de la canción. Christianity Today ha propuesto que la letra de "Foreign" puede haberse inspirado en su salida de Sparrow Records. La letra dice "No hay lugar en tu mundo para mí / He estado de mar en mar brillante / Y no puedo retener tus políticas, discúlpame / Si solo estoy dando vueltas, soy extranjero". 

## Discografía
- Earthsuit (también conocido como The Headless Clown EP) (independiente, 1997)
- Noise for Your Eyes (independiente, 1998)
- Kaleidoscope Superior (Sparrow Records, 2000)
- The Rise of Modern Simulation (independiente, 2003)